# Afonso Bezerra
Afonso Bezerra (aparținând Rio Grande do Norte) este un oraș în Brazilia.